# Guilherme VI, Conde de Hesse-Cassel
Guilherme VI de Hesse-Cassel (23 de maio de 1629 - 16 de julho de 1663), conhecido por Guilherme, o Justo, foi governante do estado de Hesse-Cassel de 1637 a 1663.

## Família
Guilherme era o sexto filho do conde Guilherme V de Hesse-Cassel e da sua esposa, a condessa Amália Isabel de Hanau-Münzenberg. Os seus avós paternos eram o conde Maurício I de Hesse-Cassel e a condessa Inês de Solms-Laubach. Os seus avós maternos eram Filipe II, Conde de Hanau-Münzenberg e a condessa Catarina Bélgica de Nassau.

## Biografia
Apesar da derrota de Hesse-Cassel na Guerra dos Trinta Anos, a mãe de Guilherme, que era também sua regente, não quis aceitar o acordo de 1627 e, em 1645, iniciou a Guerra Hessiana contra Hesse-Darmstadt, atacando a cidade de Marburgo. Três anos depois, em 1648, a guerra acabou com a vitória de Hesse-Cassel, apesar de também o ramo Darmstadt ter tido ganhos. O domínio de Hesse-Marburgo por parte de Cassel ficou oficializado quando o acordo de 1627 foi anulado e um novo entendimento assinado. Guilherme VI teve sucesso no que os seus antepassados tinham falhado desde 1604: extinguir o estado de Hesse-Marburgo e anexar os seus territórios a Hesse-Cassel.
Depois destas guerras, Guilherme dedicou-se, acima de tudo, a expandir as universidades dentro do seu território e a criar novos Lehranstalts. Para pôr um ponto final na zanga com os condes de Hesse-Darmstadt, Guilherme entregou o território à volta de Gießen a Jorge II, juntamente com as cidades de Ämtern e Biedenkopf.
Pouco antes da sua morte, Guilherme juntou-se à Liga do Reno quando esta foi criada em 1658. Também tentou unir os seus súbditos luteranos e reformistas, ou pelo menos reduzir o ódio que sentiam uns pelos outros. Em 1661, organizou um colóquio em Cassel entre teólogos luteranos da Universidade de Rinteln e teólogos reformistas da Universidade de Marburgo.
Guilherme morreu em Haina, em 1663, sendo sucedido pelo seu filho Guilherme VII que, por ser ainda menor de idade, teve uma regência comandada pela sua mãe, Edviges Sofia de Brandemburgo que durou até à sua morte prematura em 1670.

## Casamento e descendência
Guilherme casou-se com Edviges Sofia de Brandemburgo, filha do príncipe-eleitor Jorge Guilherme de Brandemburgo em 1649. Juntos tiveram sete filhos:
1. Carlota Amália de Hesse-Cassel (27 de Abril de 1650 - 27 de Março de 1714), casada com o rei Cristiano V da Dinamarca; com descendência.
2. Guilherme VII, Conde de Hesse-Cassel (21 de Junho de 1651 - 21 de Novembro de 1670), morreu aos dezanove anos; sem descendência.
3. Luísa de Hesse-Cassel (11 de Setembro de 1652 - 23 de Outubro de 1652), morreu com um mês de idade.
4. Carlos I, Conde de Hesse-Cassel (3 de Agosto de 1654 - 23 de Maio de 1730), casado com Maria Amália da Curlândia; com descendência.
5. Filipe, Conde de Hesse-Philiippsthal (14 de Dezembro de 1655 - 18 de Junho de 1721), casado com Catarina de Solms-Laubach; com descendência.
6. Jorge de Hesse-Cassel (20 de Março de 1658 - 4 de Julho de 1675), morreu aos dezassete anos de idade; sem descendência.
7. Isabel Henriqueta de Hesse-Cassel (8 de Novembro de 1661 - 7 de Julho de 1683), casada com o rei Frederico I da Prússia; com descendência.